# アンヌ・アントワーヌ・ダシェ
アンヌ・アントワーヌ・ダシェ（フランス語: Anne Antoine d'Aché、1701年1月23日 マルブフ - 1780年2月11日）はフランス王国海軍の軍人で、海軍中将まで昇進している。アシェ伯爵（仏: Comte d'Aché）。

## 生涯
第三次カーナティック戦争中にインド沖でイギリス海軍と交戦したことで知られ、1758年のカッダロールの海戦や1759年のポンディシェリーの海戦で善戦している。しかし、同1759年のマドラス包囲戦ではマドラスを包囲するフランス軍に適切な支援を与えられなかった。イギリスがインド洋にあるフランス領フランス島というフランスの海軍基地への攻撃が噂されると、彼はポンディシェリー包囲戦でイギリス軍に包囲されているフランス軍を支援しない決断を下した。その後、ポンディシェリーはイギリス軍に降伏、イギリスのインド亜大陸における優位が決定的になった。戦後、ブレストに引退した。1780年に死去。